# Национальный парк королевы Елизаветы
Национальный парк королевы Елизаветы (англ. Queen Elizabeth National Park) — самая посещаемая туристами охраняемая территория Уганды, расположенная на западе страны на территории 1 978 км² между озёрами Джордж и Эдуард вокруг соединяющего их канала Казинга, включает леса Марагамбо. Имеет границы с резерватами Кигези, Кибали и национальным парком Вирунга в Демократической Республике Конго. Основан в 1952 году. Назван в честь королевы Великобритании Елизаветы II в память о её визите 1954 года.
Известен своей разнообразной фауной. Несмотря на то что многие животные погибли во время угандийско-танзанийской войны, были восстановлены многие виды — гиппопотамы, слоны, леопарды, львы и шимпанзе. Сейчас парк является местом обитания для почти 100 видов млекопитающих и более 600 видов птиц.
Охраняемая территория парка включает различные природные зоны от саванны и заболоченных земель до берегов реки и пойменных лесов. На его территории преобладает водная поверхность — парк включает 250 км озёрных берегов.
В 1979 году парк был превращён в биосферный заповедник с целью объединить усилия с населением для защиты дикой природы. На его территории расположены несколько рыболовецких деревень, в которых проживают представители нескольких этнических групп — баянкоры, бакира и баторо. Национальный парк разделён на четыре сектора: канал Казинга, Чамбура, Ишаша или южный сектор парка и лес Марамагамбо.

## История
В 1925 году для того, чтобы остановить нанесение ущерба сельскому хозяйству, был создан департамент по контролю за слонами, главной задачей которого было держать их в определённых границах. По прошествии нескольких лет были созданы несколько заповедников, резерватов и национальных парков. В 1925 году через границу с Конго бельгийскими колониальными властями был основан национальный парк Вирунга, в конце 1920-х — начале 1930-х годов был основан заповедник в Уганде с целью защиты её экосистемы. После этого границы и наименования географических объектов неоднократно менялись до 1952 года, когда появился Национальный парк королевы Елизаветы в современных границах.

## Фауна

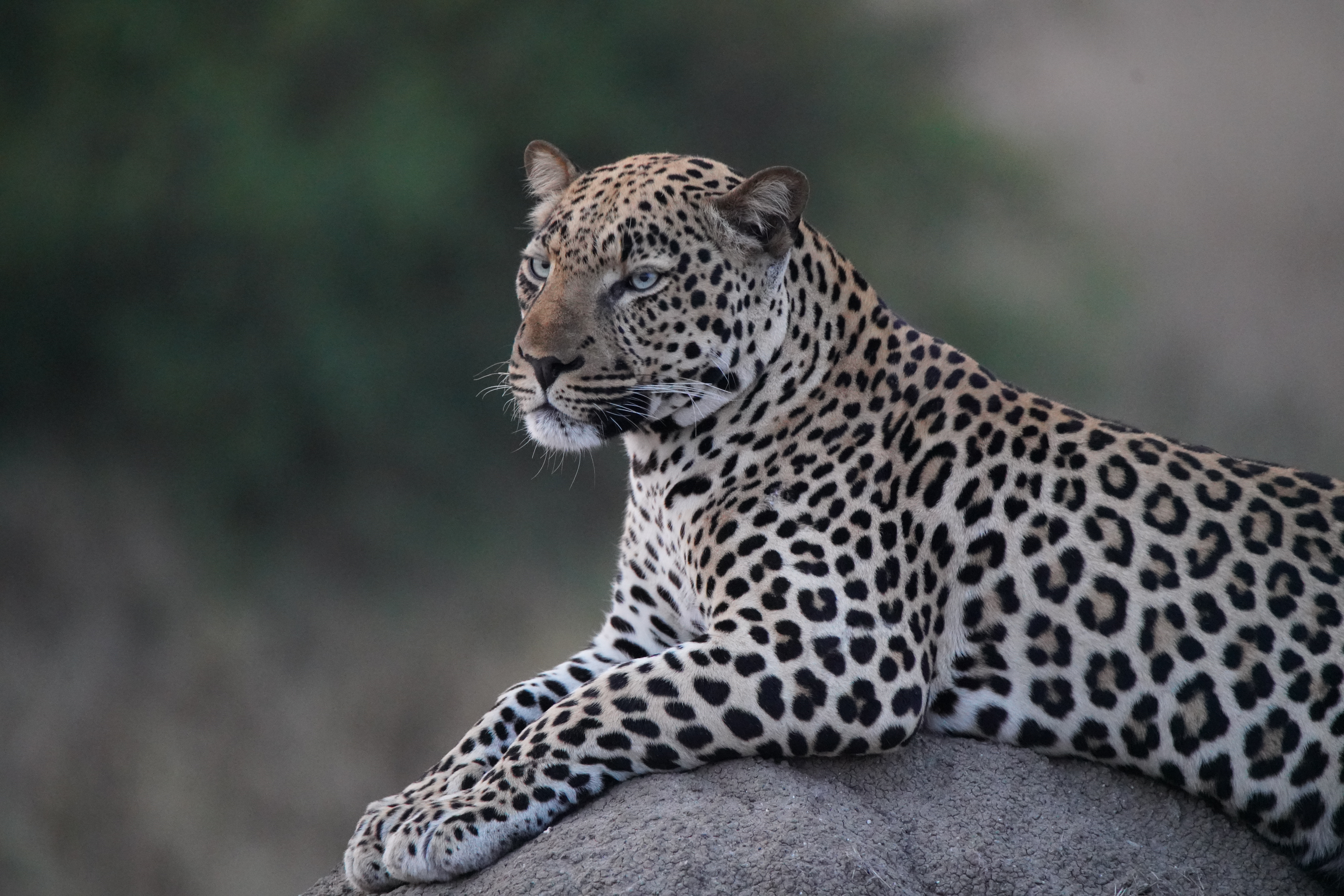
Самец леопарда

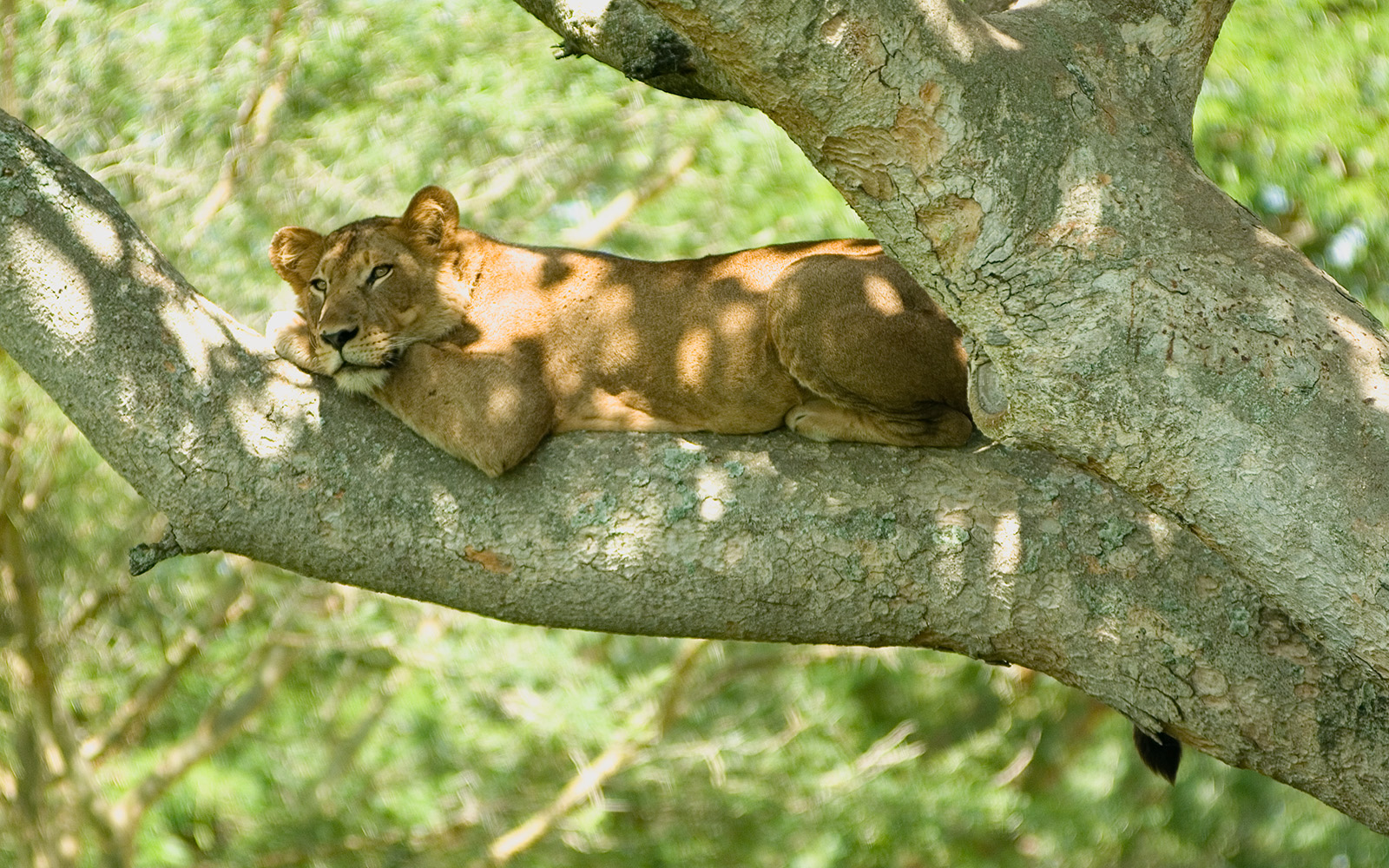
Львица в секторе Ишаша, Национальный парк королевы Елизаветы

В Национальном парке королевы Елизаветы проживает больше видов млекопитающих, чем в любом другом парке Уганды — 95 видов, обитающих как в саванне, так и в лесу. Среди них слоны, буйволы, гиппопотамы, мангусты, бородавочники, 10 видов приматов (шимпанзе, чёрные и белые мартышки, оливковые бабуины, краснохвостые и зелёные мартышки и другие), около 20 видов хищников (львы, леопарды, пятнистые гиены, полосатые шакалы и другие), антилопы (болотные козлы, лесные антилопы, водяные антилопы, антилопы топи, шарахающиеся и пугливые околоводные антилопы наконг, 4 вида южноафриканской антилопы дукер).
Дикая природа парка сильно пострадала от браконьерства, так, например, количество слонов в результате истребления уменьшилось с 3500 единиц в 1963 году до 200 в 1992 году. Однако в дальнейшем государство приняло меры по защите фауны, благодаря чему число животных восстановилось.
Согласно последнему официальному подсчёту количество птиц в Национальном парке королевы Елизаветы составило 611 видов, что является самым высоким показателем среди всех национальных парков мира. В 1997 году была открыта станция для наблюдения за местными и мигрирующими птицами, в особенности за ежегодной миграцией птиц через долину Альбертин-Рифт.